# Čadrg
Čadrg este o localitate din comuna Tolmin, Slovenia, cu o populație de 30 de locuitori.